# Shadows House
Shadows House (シャドーハウス, Shadō Hausu, litt. la « Maison de Shadow » ou « Maison des Ombres » par double sens) est une série de manga écrite et illustrée par le duo So-ma-to.
La série a débuté le 6 septembre 2018 dans le magazine Weekly Young Jump appartenant à la Shūeisha. Au 17 juillet 2025, vingt volumes ont été publiés. La version française est publiée par Glénat avec dix-sept tomes sortis au 18 juin 2025.
Une adaptation en série d'animation réalisée par le studio CloverWorks est diffusée du 11 avril 2021 au 4 juillet 2021. Une deuxième saison est diffusée du 9 juillet 2022 au 24 septembre 2022.

## Synopsis
Dans un lieu sinistre, un manoir sert de résidence à la famille Shadow, aristocrates sans visage produisant naturellement une mystérieuse suie, qui intriguent dans leur intérêt personnel pour obtenir l'approbation du maître des lieux, « l'Illustre aïeul », afin de grimper dans la hiérarchie sociale.
Cet Illustre aïeul est le créateur des Poupées vivantes qui, lorsqu'elles sont assignées à un Shadow, reçoivent un visage et une personnalité pour lui servir de « Visage » de substitution, mais aussi comme domestique afin de nettoyer quotidiennement ladite suie, aux propriétés étranges et surnaturelles, qui est produite en abondance par les émotions négatives de leur maître et de ses pairs.
L'histoire suit principalement la Poupée vivante Emilico à dater de sa naissance en tant que Visage de sa maîtresse Kate Shadow, ainsi que leur découverte du monde qui les entoure et leur apprentissage des règles qui le régissent.

## Personnages

### Principaux

#### Poupées vivantes principales
Emilico (エミリコ, Emiriko)
Voix japonaise : Yū Sasahara
Protagoniste principale de l'histoire, elle sert de Visage à sa maîtresse Kate Shadow.
Parce qu'elle est d'un naturel spontané, candide, éveillé, gentil, ouvert aux autres et hermétique à la mesquinerie, elle est perçue comme atypique par sa maîtresse (qui lui choisit un nom inconventionnel), défectueuse voire simple d’esprit par d'autres : d'où son surnom, « la Simplette » (お花畑, O-hanabatake).
Par sa gentillesse ainsi que sa compassion pour autrui, elle a le don de se faire aisément apprécier, que ce soit auprès de Shadow (par exemple, sa maîtresse Kate qui l'affectionne et, incidemment, Patrick, le maître de Ricky) ou de ses aînées Mia et Rosemary (dont elle intègre l'équipe avec Lou). En protégeant Lam d'une accusation injustifiée, elle devient aussi rapidement amie avec cette dernière et Shaun.
Lou (ルウ, Rū)
Voix japonaise : Ayane Sakura
Nouveau membre comme Emilico de la même équipe (celle de Rosemary), elle sert de Visage à sa maîtresse Louise Shadow.
Du fait de son inexpressivité usuelle et de son manque de loquacité (opposés à la personnalité extravertie de Louise), elle est surnommée « Lou la Silencieuse » (無口のルウ, Mukuchi no Rū) par ses congénères.
Perçue comme une Poupée modèle et sage, elle fait la fierté de sa maîtresse, qu'elle connaît très bien.
Shaun (ショーン, Shōn)
Voix japonaise : Kōdai Sakai
Nouvel ami d'Emilico et Lam, il sert de Visage à son maître John Shadow.
Aussi réfléchi qu'il n'est clairvoyant, et bien qu'il ne réserve ses émotions qu'à son maître envers qui il est dévoué (quitte à entrer en désaccord avec lui dans leur intimité et tempérer ses ardeurs), il n'en reste pas moins une Poupée solidaire et juste. Sa myopie avancée est compensée par son ouïe ainsi que son odorat, fort développés.
En protégeant Emilico (et indirectement, Lam) d'une remontrance de leur supérieure Barbie — qui le qualifie pour cela de « Galeux » (面汚し, Tsurayogoshi), il devient par voie de conséquence ami avec ses deux homologues, au contraire de Ricky qui se l'est aliéné dans les mêmes circonstances.
Ricky (リッキー, Rikkī)
Voix japonaise : Reiji Kawashima
Responsable incidentel d'une dynamique relationnelle de « frères ennemis » établie avec Shaun, il sert de Visage à son maître Patrick Shadow.
De même caractère que son maître, il est facilement méprisant envers plus faible que lui et, afin de servir les ambitions de Patrick, peut saisir la moindre opportunité pour rabaisser les autres Poupées, les utiliser comme faire-valoir ou se faire bien voir.
Il peut faire preuve de médisance ou de bassesse mais sait aussi, toutefois, se montrer correct et loyal selon la circonstance ou la volonté de son maître, pour qui il a une dévotion sans borne.
Lam (ラム, Ramu)
Voix japonaise : Shino Shimoji
Nouvelle amie d'Emilico et Shaun, elle sert de Visage à sa maîtresse Shirley Shadow.
Maladivement timide, peu sûre d'elle et maladroite, elle vit très mal d'être perçue malgré elle comme défectueuse voire un poids mort par certains de ses congénères, qui la surnomment « l'Incompétente » (無能, Munou) et n'ont aucun scrupule à en faire un bouc émissaire, mais aussi de n'avoir aucun échange avec sa maîtresse, qui ne s'exprimerait jamais : raison pour laquelle elle a dû choisir elle-même son nom. Pour compenser ses problèmes, elle parle parfois avec ou à travers son doigt, qu'elle a décoré d'un nœud et anime comme s'il était lui aussi une Poupée vivante, baptisée « Lamy » (ラミー, Ramī).
Cependant, elle est aussi vite épaulée et encouragée par Emilico (et, par voie de conséquence, Shaun).

#### Shadow principaux
Kate Shadow (ケイト・シャドー, Keito Shadō)
Voix japonaise : Akari Kitō (en)
Deutéragoniste principale de l'histoire, la maîtresse d'Emilico.
Visant un but précis, elle semble se ficher des conventions et s'attache très vite à son Visage malgré (ou surtout par) sa personnalité atypique parmi ses congénères, au point d'en devenir possessive et protectrice. Elle apprend secrètement à utiliser (et maîtriser) sa suie bien avant son Exhibition, exploit peu banal pour un Shadow, et en produit beaucoup lorsqu'elle est contrariée.
Son code couleur vestimentaire est le rouge et sa suie s'échappe à la verticale.
Louise (ルイーズ, Ruīzu)
Voix japonaise : Ayane Sakura
La maîtresse de Lou.
Elle adore son Visage et en prend grand soin, au point d'en faire un point d'orgueil — même parfois, des esclandres — auprès de ses pairs. Contrairement à sa Poupée, elle est extravertie et expansive, voire exubérante et égocentrique, ne semblant pas vraiment accorder d'importance à ce qui ne les concernent pas personnellement, Lou et elle. Elle produit une bonne quantité de suie.
Son code couleur vestimentaire est le jaune et sa suie s'échappe en serpentant.
John (ジョン, Jon)
Voix japonaise : Kōdai Sakai
Le maître de Shaun.
Il semble être un littéraire particulièrement instruit, d'un esprit libéral et compatissant envers les Poupées : eu égard à la myopie de son Visage, qui veut ressembler le plus possible à son maître, il a envisagé durant un moment de porter des lunettes de vue (alors qu'il n'en a pas besoin) pour lui permettre d'en porter à son tour, et ainsi régler ses soucis liés à sa mauvaise vue. Il se montre également très audacieux sous le coup de l'anxiété : en pleine Exhibition, la toute première et seule chose à laquelle il pense après avoir — impétueusement — réussi à se libérer par lui‑même (le seul du quintuor ayant accompli cet exploit), est d'aller déclarer sa flamme et faire sa demande de fiançailles à Kate Shadow, assumant avoir eu le coup de foudre pour elle (l'ayant surprise à son insu durant sa sortie sans autorisation du Pavillon des Enfants pour récupérer sa propre Poupée). Il y apprend par là même à maîtriser spontanément sa suie (qu'il produit, à l'instar de l'élue de son cœur, en grande quantité), dégageant une force prodigieuse pour ses débuts.
Son code couleur vestimentaire est le bleu et sa suie s'échappe en pétillant.
Patrick (パトリック, Patorikku)
Voix japonaise : Reiji Kawashima
Le maître de Ricky.
De prime abord narcissique, ambitieux et élitiste à l'excès, il se montre aussi aisément arrogant avec ses pairs (qui lui rendent cordialement la politesse à l'occasion, en particulier Louise Shadow qui le méprise) qu'il peut être rabaissant envers les faibles ou ceux qui lui sont inférieurs, à l'exception cardinale de son Visage qui, partageant le même type de personnalité et ayant son approbation, se dévoue corps et âme à ses desseins : cependant, il a tout de même des principes et ne se montre ni ingrat ni irrécupérable lorsqu'il se sent attaché à quelqu'un, redevable ou reconnaissant, manifestant un souci de retourner la pareille. Il ne produit, à l'inverse de Kate, Louise ou John Shadow, que peu de suie.
Son code couleur vestimentaire est le vert et sa suie s'échappe en fumerolle.
Shirley (シャーリー, Shārī)
Voix japonaise : Shino Shimoji (en)
La maîtresse de Lam.
Tellement discrète qu'elle ne se fait pas vraiment remarquer, elle ne parle jamais et semble apathique : même à Lam et dans l'intimité de ses quartiers, elle ne lui adresse pas la parole et ne fait visiblement rien de particulier dans son quotidien.
Son code couleur vestimentaire est le mauve et elle n'est, contrairement aux autres, jamais vue produisant de la suie.

### Secondaires

#### Poupées vivantes secondaires
Mia (ミア)
Voix japonaise : Saori Ōnishi (en)
Aînée des protagonistes membre de l'équipe de Rosemary avec leurs cadettes Emilico et Lou, elle sert de Visage à sa maîtresse Sarah Shadow.
D'une personnalité opposée à celle de sa maîtresse, elle souffre d'une certaine dissonance entre ce qu'elle est (avec ses congénères) et paraît (quand elle sert de Visage), et a le bas du dos recouvert de cicatrices : bien qu'elle n'en parle pas, elle est maltraitée par Sarah, qui la bat régulièrement avec un gourdin et dévaste quotidiennement sa chambre durant son absence pour, prétendument, l'« améliorer » en tant que Visage.
Rosemary (ローズマリー, Rōzumarī) / Rose (ローズ, Rōzu)
Voix japonaise : Mai Nakahara
Aînée des protagonistes et chef de sa propre équipe composée avec Mia, Emilico et Lou, elle sert de Visage à sa maîtresse Maryrose Shadow.
D'une personnalité adorable, elle est douce et maternelle avec ses cadettes. Son grand cœur ainsi que sa bonté d'âme envers ses semblables sont cependant désapprouvés par leur chef Barbie, qui la surnomme « l'Idiote » (ぼんくら, Bonkura).
Elle fut pour la première fois victime de la Maladie de la suie en protégeant Emilico lors de son premier jour de nettoyage collectif, s'interposant entre sa cadette et un Agrégat.
Barbie (バービー, Bābī)
Voix japonaise : Rie Kugimiya
Porte-Étoile en chef, et donc la supérieure hiérarchique des Poupées, elle sert de Visage à sa maîtresse Barbara Shadow.
Affichant sous sa cascade de cheveux une dentition acérée ainsi qu'une personnalité constamment agressive et hostile, elle est orgueilleuse et sévère (parfois même, injuste et violente) avec ses subordonnés.
Suzy (スージー, Sūjī)
Voix japonaise : Megumi Toyoguchi
Porte-Étoile chargé de l'Équipe de secours, elle sert de Visage à sa maîtresse Suzanna Shadow.
Apparaissant avec son équipe pour porter secours à Rosemary, atteinte de la Maladie de la suie en protégeant Emilico lors du premier jour de nettoyage collectif de cette dernière, elle prend à cœur son rôle et est dévouée à la tâche, fait montre de sang-froid ainsi que d'efficacité face à une situation d'urgence, et affiche également auprès de sa cadette une personnalité aussi bienveillante qu'elle n'est rassurante et tournée vers les autres.
En tant que Visage elle est, à l'instar de sa maîtresse, d'une stature droite et irréprochable, tirée à quatre épingles.
Ben (ベン)
Voix japonaise : Satoshi Hino
Porte-Étoile chargé du Secrétariat, il sert de Visage à son maître Benjamin Shadow.
À l'instar de son maître, il est une armoire à glace de prime abord impassible.
Ollie (オリー, Orī)
Voix japonaise : Junya Enoki
Porte-Étoile chargé de l'Équipe de recherche, il sert de Visage à son maître Oliver Shadow.
En tant que Visage, à l'instar de son maître il porte d'épaisses lunettes et a la stature inclinée vers l'avant, tête rentrée dans les épaules et dos vouté.

#### Shadow secondaires
Sarah (サラ, Sara)
Voix japonaise : Saori Ōnishi (en)
La maîtresse de Mia.
D'une personnalité sombre et perverse, ambitieuse rappelant à qui peut l'entendre sa certitude de devenir elle-même un jour la maîtresse des lieux ainsi que de la famille, elle est hypocrite ou mesquine avec ses pairs — y compris Kate Shadow — et maltraite sa propre Poupée, la battant régulièrement et dévastant quotidiennement sa chambre durant son absence en pensant que cela fera d'elle un meilleur Visage.
Son code couleur vestimentaire est le moutarde.
Maryrose (マリーローズ, Marīrōzu)
Voix japonaise : Mai Nakahara
La maîtresse de Rosemary.
D'une personnalité franche, intense et à l'esprit chevaleresque, elle semble être en parfaite adéquation avec sa Poupée et est, dès son apparition, ouvertement amicale avec Kate Shadow, au même titre que leurs Visages respectifs sont dans la même équipe et très vite devenus amis.
Son code couleur vestimentaire est le violet.
Barbara (バーバラ, Bābara)
Voix japonaise : Rie Kugimiya
La maîtresse Porte-Étoile en chef de Barbie, chargée conjointement avec elle du Pavillon des Enfants.
Elle semble à cheval sur le règlement et, par son désir de probité, trahit ainsi une légère antipathie envers l'anticonformisme de Kate Shadow.
Son code couleur vestimentaire est le bleu marine.
Suzanna (スザンナ)
Voix japonaise : Megumi Toyoguchi
La maîtresse Porte-Étoile de Suzy, chargée conjointement avec elle de l'Équipe de secours.
D'un caractère avenant, elle se distingue par sa prévenance.
Son code couleur vestimentaire est le vert glauque.
Benjamin (ベンジャミン)
Voix japonaise : Satoshi Hino
Le maître Porte-Étoile de Ben, chargé conjointement avec lui du Secrétariat.
Laconique et d'une stature imposante, il entretient quotidiennement sa forme physique.
Son code couleur vestimentaire est le vert olive.
Oliver (オリバー, Oribā)
Voix japonaise : Junya Enoki
Le maître Porte-Étoile d'Ollie, chargé conjointement avec lui de l'Équipe de recherche.
Malingre et cérébral à l'opposé de Benjamin, il se fait remarquer par son excentricité dans ses recherches.
Son code couleur vestimentaire est le bistre.

### Autres

#### Résidents au second étage
Edward (エドワード, Edowādo) / Ed (エド, Edo)
Voix japonaise : Wataru Hatano
Poupée d'exception, il sert à la fois de maître de cérémonie et d'examinateur à l'Exhibition des protagonistes.
Camarade de même ancienneté qu'Ellie et Jay, ils seraient tous trois les seuls survivants de leur propre Exhibition.
Opportuniste désireux de monter dans la hiérarchie, il se fiche éperdument du sort des Poupées qui lui sont inutiles, et n'a aucun scrupule à les utiliser comme marche-pied pour satisfaire ses ambitions personnelles.
Eileen (アイリーン, Airīn) / Ellie (エリー, Erī)
Voix japonaise : Yui Horie
Poupée d'exception ainsi qu'une camarade de même ancienneté qu'Edward et Jay.
Elle est l'une des seuls survivants de leur Exhibition.
Elle semble suivre fidèlement Edward dans ses projets, et témoigner d'une certaine loyauté envers ses deux compères.
Gerard (ジェラルド, Jerarudo) / Jay (ジェイ, Jei)
Voix japonaise : Takeo Ōtsuka
Poupée d'exception ainsi qu'un camarade de même ancienneté qu'Edward et Ellie.
Il est l'un des seuls survivants de leur Exhibition.
Il semble suivre fidèlement Edward dans ses projets, et témoigner d'une certaine loyauté envers ses deux compères.

#### Résidents au troisième étage
Sophie (ソフィ, Sofi)
Voix japonaise : Yumiri Hanamori (en)
Depuis le troisième étage du Pavillon des Adultes, elle observe avec ses trois homologues l'Exhibition des protagonistes.
Parée d'ailes de papillon, elle paraît obsédée par les Shadow produisant beaucoup de suie et est — nonobstant Edward, Eileen et Gerard — la première de la famille qui, dans l'histoire, révèle (incidemment) son propre visage.
Elle semble s'entendre facilement avec Joseph, au contraire des deux autres.
Ryan (ライアン, Raian)
Voix japonaise : Daisuke Kishio
Depuis le troisième étage du Pavillon des Adultes, il observe avec ses trois homologues l'Exhibition des protagonistes.
Un sadique irrévérencieux à la mèche rebelle et pourvu d'une atroce façon de penser.
Il semble s'entendre facilement avec Dorothy, au contraire des deux autres.
Dorothy (ドロシー, Doroshī)
Voix japonaise : Yōko Hikasa
Depuis le troisième étage du Pavillon des Adultes, elle observe avec ses trois homologues l'Exhibition des protagonistes.
Coiffée d'un petit diadème et dégageant une beauté envoûtante, elle déteste l'ennui et cherche donc à se divertir.
Elle semble s'entendre facilement avec Ryan, au contraire des deux autres.
Joseph (ジョゼフ, Jozefu)
Voix japonaise : Kenta Miyake
Depuis le troisième étage du Pavillon des Adultes, il observe avec ses trois homologues l'Exhibition des protagonistes.
Porteur d'un monocle et affichant une dignité d'adulte posé, ses conseils ont l'air sages et avisés.
Il semble s'entendre facilement avec Sophie, au contraire des deux autres.
L'Illustre aïeul (偉大なるおじい様, Idainaru Ojī-sama) / le « Maître de la famille Shadow ainsi que du Manoir des Ombres et Créateur des Poupées vivantes, le Grand Créateur » (「シャドー家を統率するシャドーハウスの王、生き人形の生みの親、偉大なる創造主様」, `Shadō-ke wo tousotsu suru Shadō Hausu no ō, ikiningyou no umi no oya, Idainaru Souzounushi-sama') (prédicat honorifique par ses Poupées)
Voix japonaise : Takaya Hashi
Maître absolu à l'imposante stature du Manoir des Ombres ainsi que de ses résidents, il a créé les Poupées vivantes.
Il ne se montre pas en public, en dehors du troisième étage, et peu de choses personnelles le concernant sont connues.

### Arlésiennes
Anthony (アンソニー, Ansonī)
Voix japonaise : Kensho Ono (ja)
Ancienne Poupée Porte-Étoile en chef prédécesseur de Barbie, il est le Visage de Christopher Shadow.
Le mentionner serait désormais tabou dans le Pavillon des Enfants, particulièrement face aux actuels Porte-Étoiles.
Christopher (クリストファー, Kurisutofā)
Voix japonaise : Kensho Ono (ja)
Le maître d'Anthony, ancien Porte-Étoile en chef prédécesseur de Barbara Shadow.
Autoproclamé « Ancien meilleur Porte-Étoile de tous les temps » (歴代最高と元・星つき, Rekidai saikō to moto-boshi-tsuki), comme pour son Visage le mentionner serait désormais tabou dans le Pavillon des Enfants, particulièrement face aux actuels Porte-Étoiles.

## Univers

### Notions diégétiques

#### Suie
Au premier plan dans l'univers de l’œuvre, il existe une suie (すす, susu) agrégative aux propriétés surnaturelles, produite naturellement et régulièrement (mais en quantité différente selon l'individu ainsi que la circonstance) par les Ombres.
Parce qu'elle est créée malgré elles par leurs états d'âme ainsi que leurs émotions négatives, elle peut en cas de trop grande accumulation prendre vie d'elle‑même et devenir hostile.
Les informations sur le potentiel ainsi que les propriétés réelles de la suie sont entretenues comme un sujet tabou au sein de la famille Shadow, ses membres ayant interdiction d'entretenir sur la question ceux détenant déjà une expertise relative en la matière, à l'instar des Porte‑Étoiles.

##### Contrôle de la suie
Le « Contrôle de la suie » (すす能力, susu nouryoku, litt. « capacité/faculté de suie ») désigne, comme l'indique le terme, l'aptitude d'une Ombre à appréhender sa suie ainsi qu'en maîtriser les propriétés, différentes et relativement singulières selon l'individu.

##### Maladie de la suie
La « Maladie de la suie » (すす病, susu-byou) est un mal dont sont atteintes les Poupées vivantes victimes d'un Agrégat qui s'infiltre dans leur corps, tel un parasite.
Lorsque cela arrive, la Poupée contaminée devient confuse quand ses yeux se remplissent de suie et, à terme, se « détraque », par exemple en délirant ou en se cognant à répétition contre les murs.
Même si cette maladie est réversible, se soignant par une thérapie de choc à base de lavement à l'eau, elle demeure néanmoins mortelle pour une Poupée si elle n'est pas traitée à temps.

##### Café fuligineux de l'(Illustre) Aïeul
Le « Café fuligineux de l'(Illustre) Aïeul » (おじい様のすす入り珈琲, Ojī-sama no susu-iri kōhī, litt. le « Café à la suie de l'Aïeul ») est, comme son nom le décrit, une boisson amère faite à base de la suie produite par l'Illustre aïeul.
Sur ceux qui la boivent, elle a pour propriétés de plonger l'Humain dans une euphorie hypnotique, et d'asservir la Poupée en lui distillant une intense fidélité envers la famille Shadow : dans le cas de la seconde, elle est comparable à une variante légère de Maladie de la suie. Cette substance addictive peut également effacer la mémoire à court terme mais ses effets diminuant dans le temps, elle est servie régulièrement à dessein de les faire perdurer. Cette influence provoquée par le breuvage peut cependant être éliminée chez celui qui y est soumis de la même manière qu'avec la Maladie de la suie, ou brisée en provoquant chez lui une forte dissonance cognitive (en le poussant par exemple à commettre délibérément un acte contraire aux règles qui lui sont imposées par les Shadow, comme atteindre à l'intégrité de son maître).
Elle n'a par contre aucun effet sur les « Ombres », pour qui ce ne reste qu'un produit de luxe au goût amer et sont, elles, indirectement influencées par la personnalité de leur Visage.

##### Charbon de suie
Obtenu à partir de la récupération puis du traitement thermique de la suie produite par les Ombres, le « Charbon de suie » (すす炭, susu sumi) est un combustible exploitable et de meilleur rendement que le charbon ordinaire.
Sous sa forme gazeuse, il agit sur l'Humain comme une substance psychodysleptique, provoquant un état modifié de conscience chez celui qui l’inhale.

#### Exhibition
Le sort d'une Poupée choisie pour être le Visage d'un Shadow se joue lors d'une épreuve collective, avec ses pairs de même ancienneté et les maîtres concernés : l'« Exhibition » (お披露目, O-hirome, dévoilement, débuts [de qlqn/qlqch], introduction/démonstration/exposition [à un public]).
Elle sert conjointement de rite de passage à l'âge adulte et de tri eugénique (à fin d'éliminer les éléments les plus faibles) pour les jeunes Shadow, ainsi qu'à jauger de la valeur de leur Poupée en tant que Visage (et servante) : celle qui échouerait à ce test sera formellement considérée comme « détraquée » et « jetée » (en fait, reconvertie en Poupée sans visage après s'être vue dépossédée de ce dernier, de ses souvenirs ainsi que de sa personnalité).

#### Système des Trois Étages
Par un système de hiérarchisation dit des « Trois Étages » (三階, sankai), le niveau du Pavillon des Adultes où sont établis les quartiers effectifs d'un Shadow reconnu comme « adulte », est déterminé par son statut présent dans la hiérarchie sociale :
- Les plus élevés, les résidents du troisième étage vivant auprès de l'Illustre aïeul ;
- les intermédiaires, les résidents du second étage.

NB : il est important de retenir qu'en japonais, la numérotation des étages est différente de la version francophone ; la notion de « rez-de-chaussée » (ou « niveau 0 ») n'y existe pas, le décompte commençant directement par « premier » ou « 1 » au niveau du sol.

#### TenuePortrait
La tenue dite « Portrait » (ポートレイト, Pōtoreito [de l'anglais]) est une tenue d'apparat officielle qui doit être portée en public par la Poupée vivante « adulte » dès lors qu'elle a réussi son Exhibition avec son maître, et quand elle agit en tant que son Visage : du moment où elle est revêtue, le concerné est censé jouer son rôle à ses côtés, et a donc — en principe — interdiction de parler en présence d'un Shadow.
Afin de mettre en valeur la tête du Visage, un col en dentelle est brodé au vêtement.

### Lieux

#### Manoir de Shadow / Manoir des Ombres
Donnant par son nom original son titre à l’œuvre, le « Manoir de Shadow » ou — par double sens — « Manoir des Ombres » (シャドーハウス, Shadō Hausu [de l'anglais Shadows House], même sens double), résidence des Poupées vivantes et des Shadow, est un domaine dirigé par l'Illustre aïeul et visiblement isolé dans un endroit sinistre.
Les enfants et adultes de la famille Shadow y vivent séparément : les premiers, dans le Pavillon des Enfants ; les seconds, dans le Pavillon des Adultes.
Les lieux sont pourvus de jardins ainsi que d'un grand labyrinthe.
Une règle cardinale imposée par l'Illustre aïeul et ses plus proches sujets interdit à tous les autres résidents (maîtres comme serviteurs) de sortir à l'extérieur du domaine.

##### Pavillon des Enfants
Comme l'indique son nom, c'est dans le Pavillon des Enfants (子どもたちの棟, Kodomo-tachi no mune, litt. le « Bâtiment des enfants ») que résident les enfants et jeunes de la famille Shadow — ainsi que leur Visage — qui n'ont pas encore passé l'Exhibition.
Durant leur période de préparation à cette épreuve, il leur est normalement interdit (exception faite pour les Porte‑Étoiles) d'en sortir.
Il possède sa salle d'apparat (大広間, Ōhiroma, Grande Salle), qui sert généralement à faire passer ladite Exhibition aux dyades.

##### Pavillon des Adultes / de l'Aïeul
Comme le suggère son nom, c'est dans le Pavillon des Adultes ou Pavillon de l'Aïeul (おじい様と共にある棟, Ojī-sama to tomo ni aru mune, litt. le « Bâtiment de vie en commun avec l'[Illustre] aïeul ») que les adultes de la famille Shadow (c'est-à-dire ceux ayant réussi leur Exhibition) résident avec l'Illustre aïeul.
Le rez-de-chaussée accueille occasionnellement le gros des membres, à la tenue en bonne et due forme d'une réception en l'honneur des jeunes maîtres (ainsi que leur Visage) venant de réussir l'épreuve.
L'Illustre aïeul demeure au dernier étage avec ses plus proches sujets (les hauts dignitaires dans le Système des Trois Étages des Shadow).

#### Jardins
Le domaine est pourvu de jardins accessibles (sauf pour les enfants durant la période de préparation qui précède leur Exhibition) pour s'y promener ou s'y détendre.

#### Labyrinthe
Le domaine est pourvu d'un imposant labyrinthe qui sert, après l'aménagement d'énigmes et de pièges, dans un second temps à l'Exhibition d'Emilico, Lou, Shaun, Ricky et Lam.

### Entités

#### Poupée vivante
Créations de l'Illustre aïeul, les Poupées vivantes (生き人形, Ikiningyou) servent la famille Shadow.
Il est attendu d'une Poupée vivante qu'elle doive obéissance et fasse honneur à ses maîtres, et se plie aux ordres de ses supérieurs hiérarchiques.
En tant que domestique, une Poupée s'occupe avec ses semblables de l'entretien du domaine en se chargeant des tâches ainsi que des corvées et, globalement, de prendre soin de la famille.

#### Shadow / Ombre
Les « Ombres », ou « Shadow » (シャドーハ, Shadō [de l'anglais], même sens), se révèlent être des sortes de petites fées polymorphes produisant naturellement une suie surnaturelle, dont elles apprennent à exploiter les propriétés comme, par exemple, des pouvoirs.
Le terme générique employé dans la version originale de l'œuvre comme vocatif pour une Ombre est « Okage-sama » (お影様, « Ô Illustre/Vénérable Ombre »).

##### L'Illustre aïeul
« L'Illustre aïeul » (偉大なるおじい様, Idainaru Ojī-sama) est le mystérieux maître du Manoir des Ombres ainsi que de la famille Shadow et le créateur des Poupées vivantes, ce qui est repris dans le prédicat honorifique avec lequel ces dernières doivent se référer à lui : « le Maître de la famille Shadow ainsi que du Manoir des Ombres et Créateur des Poupées vivantes, le Grand Créateur » (「シャドー家を統率するシャドーハウスの王、生き人形の生みの親、偉大なる創造主様」, `Shadō-ke wo tousotsu suru Shadō Hausu no ō, ikiningyou no umi no oya, Idainaru Souzounushi-sama').
Les enfants Shadow reçoivent en guise de premier enseignement qu'il est « absolu » (「偉大なるおじい様は絶対である」, `Idainaru Ojī-sama wa zettai de aru').
Il ne se montre pas en public (en dehors du troisième étage) et peu de choses personnelles le concernant sont connues, mais il possède une imposante stature.

##### Famille Shadow
Aristocrates sans visage, les membres de la famille Shadow (シャドー家, Shadō-ke) vivent au sein du Manoir des Ombres.
Ils ont la particularité d'être de pied en cap indiscernables, produisant quotidiennement une suie agrégative. Parce qu'elle est liée à leurs émotions négatives ainsi que leurs états d'âme, elle peut prendre vie et nuire lorsqu'elle s'accumule trop.

#### Agrégat
Trop grande accumulation de la suie surnaturelle produite par les émotions négatives des Shadow, l'Agrégat (こびりつき, Kobiritsuki) prend vie pour attaquer les résidents du manoir.
Sa force et sa rapidité — ainsi que la difficulté à l'éliminer — sont proportionnelles à sa densité. Les méthodes les plus efficaces pour le contrer sont de grands chocs (frapper, donner des coups, marcher dessus...) ou de l'eau, toutefois la seconde est trompeuse et nécessite de la prudence car, bien qu'elle lui fasse perdre l'intégrité de sa masse en le diluant, elle ne fait en réalité que « répandre » la matière de l'Agrégat au lieu de l'éliminer définitivement.
Il peut provoquer la Maladie de la suie, mal potentiellement mortel pour la Poupée vivante qui en est atteinte, par parasitisme en s'infiltrant à l'intérieur de son corps.
La dangerosité de cette entité malveillante, considérée à ce titre comme un nuisible, justifie le nettoyage — quotidien pour les quartiers, hebdomadaire en ce qui concerne le reste du manoir — de la suie par les Poupées, afin d'empêcher son apparition ou, à défaut, de limiter sa prolifération.

##### Fantôme
Est nommée « Fantôme » (亡霊, Bourei, litt. « esprit disparu », « âme de mort » ; par ext. fantôme, « revenant ») une forme supérieure d'Agrégat constituée d'une accumulation de plusieurs d'entre eux.
S'en débarrasser nécessite un « outil de nettoyage d'urgence » (緊急掃除用具, kinkyū souji yougu), une espèce de marteau spécialement conçu à cet effet, et de l'eau.
Visiblement pour Christopher, ce n'était qu'un mythe destiné aux Enfants afin de leur apprendre la propreté et s'assurer de leur part un nettoyage en profondeur.

### Groupes

#### Poupées vivantes

##### Poupées sans visage
Une Poupée vivante sans maître assigné qui est, comme l'indique son nom, dépourvue de visage (顔の見えない人形, kao no mienai ningyou, litt. « Poupée dont on ne peut voir le visage »), et ne peut donc s'exprimer.
N'ayant qu'un rôle de domestique, elle se meut simplement en suivant des instructions et ne sert qu'aux tâches les plus basiques et discrètes, comme la préparation des repas et l'habillement.

##### Visages
Dès lors qu'une Poupée vivante est assignée à un Shadow, elle reçoit un visage ainsi qu'une personnalité pour devenir le « Visage [de substitution] » (顔, kao, visage, « expression ») de ce dernier, les membres de la famille étant indiscernables à cause de la suie qui recouvre entièrement leur corps. Afin de remplir son rôle le plus efficacement possible, elle est emménagée dans une petite chambre individuelle à deux accès et voisine des quartiers de son maître, les deux logements communicant directement par une trappe.
Le Visage de substitution doit, au-delà de faire honneur à cet égard à son maître (et, secondairement, aux autres membres de la famille), le servir à titre personnel comme domestique : quand il n'est pas chargé du nettoyage collectif hebdomadaire du manoir avec les autres Poupées, le Visage s’occupe des quartiers de son Shadow, quotidiennement souillés par ladite suie qu'il produit, et le border lorsqu'il va se coucher.
Pour marquer ou signifier à ses pairs son attachement à sa Poupée, il est généralement d'usage que son maître lui choisisse un nom dérivé du sien : le cas contraire peut être mal perçu.

##### Chefs d'équipe
Dans l'organisation hiérarchique des tâches collectives, par exemple le nettoyage hebdomadaire du manoir, les Poupées vivantes sont, pour des raisons pratiques et sécuritaires, réparties en petites équipes : chacune d'elles se voit désigner un chef d'équipe (班長, hanchou) pour gérer le groupe.
Il en répond lui-même directement à un Porte-Étoile, son supérieur hiérarchique.
Rosemary en est une, dirigeant sa propre équipe constituée, au début de l'histoire, avec sa consœur Mia ainsi que leurs cadettes Emilico et Lou.

##### Équipe de secours
Commandée par Suzanna Shadow ainsi que son Visage, Suzy, l'« Équipe de secours » (救護班, kyūgohan) est chargée, comme le suggère son nom, de secourir et soigner en urgence leurs semblables en cas de danger, plus prioritairement s'ils sont parasités par un Agrégat et atteints de la Maladie de la suie.
Elle est reconnaissable au brassard rouge porté à l'épaule gauche par ses membres. Afin de se protéger eux-mêmes autant que possible, ils revêtent également durant leurs interventions une tenue de protection individuelle incluant un voile recouvrant leur tête.
La philosophie philanthropique de ce groupe s'exprime par l'« action charitable » (慈善活動, jizen katsudou).

##### Secrétariat
Commandé par Benjamin Shadow ainsi que son Visage, Ben, le « Secrétariat » (書記, shoki) est chargé, comme le suggère son nom, de l'administration des affaires courantes.
Ils rédigent les rapports et tiennent à jour les registres. De ce fait, ils contribuent à la coordination entre les groupes et services en tant que messagers intermédiaires.

##### Équipe de recherche
Commandée par Oliver Shadow ainsi que son Visage, Ollie, l'« Équipe de recherche » (研究班, kenkyūhan) est chargée, comme le suggère son nom, des avancées scientifiques et médicales.
Ils ont notamment découvert le traitement pour soigner la Maladie de la suie.
La philosophie savante de ce groupe s'exprime par la « quête de connaissance » (知識の探求, chishiki no tankyū).

#### Enfants Shadow
Un jeune Shadow est considéré comme « enfant » jusqu'à ce qu'il ait passé — et réussi — son Exhibition avec son Visage.
Ces Enfants résident ensemble, à part des « adultes » de la famille, dans le pavillon homonyme sous l'intendance des Porte‑Étoiles, et l'autorité directe de leur chef Barbara Shadow.

#### Poupées vivantes et Shadow

##### Poupées d'exception
Une « Poupée d'exception » (特別な生き人形, Tokubetsuna ikiningyou, litt. « Poupée vivante spéciale/particulière/exceptionnelle ») est une Poupée vivante sans maître assigné mais pourvue, contrairement à une Poupée sans visage, de ce dernier ainsi que d'une personnalité et ayant une relative autorité sur les autres Poupées.
Il s'agit en réalité d'un Shadow intégré à une Poupée vivante.

##### Porte-Étoiles
Un « Porte-Étoile » (星つき, Hoshi-tsuki), nommé d'après l'insigne brodé autour de son cou, est dans la hiérarchie le supérieur direct des Poupées vivantes. Une Poupée Porte-Étoile est elle-même subordonnée à son homologue en chef, qui est de fait le supérieur de toutes les Poupées et sert d'intermédiaire entre elles et les Shadow.
Son rôle consiste à diriger les chefs d'équipe ainsi que leurs subordonnés dans les tâches collectives, par exemple le nettoyage des lieux et l'élimination des Agrégats. Du fait de son rôle logistique essentiel, il a le privilège de pouvoir faire librement des allers-retours entre le Pavillon des Enfants et celui des Adultes. Semblant également tu par une forme de « secret professionnel », il serait interdit aux autres Shadow et à leur Visage de l'entretenir sur les propriétés de la suie.
À son introduction dans l'histoire, l'effectif des Porte-Étoiles serait limité à quatre dyades (un Shadow ainsi que son Visage par paire) :
- Les Porte-Étoiles en chef Barbara Shadow et Barbie, responsables du Pavillon des Enfants ;
- Suzanna Shadow et Suzy, responsables de l'Équipe de secours ;
- Benjamin Shadow et Ben, responsables du Secrétariat ;
- Oliver Shadow et Ollie, responsables de l'Équipe de recherche.

Pour devenir Porte-Étoile, il faut être recommandé par l'un de ses membres.

##### Résidents du premier étage
Les résidents inférieurs dans la hiérarchie sociale.

##### Résidents du second étage
Les résidents intermédiaires dans la hiérarchie sociale.

##### Résidents du troisième étage
Les plus hauts dignitaires dans la hiérarchie sociale du Système des Trois Étages, et donc les plus proches de l'Illustre aïeul.
À leur introduction dans l'histoire, ils sont au nombre de quatre, tous des Poupées d'exception :
- Sophie Shadow ;
- Ryan Shadow ;
- Dorothy Shadow ;
- Joseph Shadow.

Ils ne se montrent pratiquement jamais aux autres.

## Supports

### Manga
Shadows House est une série de manga écrite et illustrée par le duo So-ma-to. La série a commencé dans le Weekly Young Jump  appartenant à la Shūeisha, le 6 septembre 2018. La Shūeisha a rassemblé les chapitres de la série en format tankōbon. Au 17 juillet 2025, vingt volumes ont été publiés.
La version française est publiée par Glénat depuis juin 2020 avec dix-sept tomes sortis au 18 juin 2025.

#### Liste des volumes
| no | Japonais          | Japonais          | Français          | Français          |
| no | Date de sortie    | ISBN              | Date de sortie    | ISBN              |
| --- | ----------------- | ----------------- | ----------------- | ----------------- |
| 1 | 18 janvier 2019   | 978-4-08-891184-7 | 17 juin 2020      | 978-2-344-04170-3 |
| Liste des chapitres : - Ch. 1 : Kate et Emilico (ケイトとエミリコ, Keito to Emiriko) - Ch. 2 : Quand une poupée est cassée (壊れた人形は..., Kowareta Ningyō wa...) - Ch. 3 : Le règlement (説明書, Setsumeisho) - Ch. 4 : Le bonhomme de suie (すすだるま, Susu Daruma) - Ch. 5 : Fringale (空腹, Kūfuku) - Ch. 6 : Son miroir (鏡, Kagami) - Ch. 7 : Un autre visage (別の顔, Betsu no Kao) - Ch. 8 : En dehors de la chambre (部屋の外には, Heya no Soto ni wa) - Ch. 9 : Le souffle-suie (すす取りの間, Susu-tori no Ma) - Ch. 10 : Salissure tenace (落ちない汚れ, Ochinai Yogore) - Ch. 11 : Une paire avant l'exhibition (お披露目前の二人, Ohirome Mae no Futari) - Ch. 12 : Une vie noire de suie (汚しながら, Yogoshi Nagara) |                   |                   |                   |                   |
| 2 | 17 mai 2019       | 978-4-08-891266-0 | 17 juin 2020      | 978-2-344-04169-7 |
| Liste des chapitres : - Ch. 13 : Le cours (授業, Jugyō) - Ch. 14 : Le revenant (亡霊, Bōrei) - Ch. 15 : La poupée qui bougeait (動く人形, Ugoku Ningyō) - Ch. 16 : Le jour du bain (洗浄の日, Senjō no Hi) - Ch. 17 : La porte-étoile (星つき, Hoshi-tsuki) - Ch. 18 : La ronde nocturne (深夜の見回りにて, Shin'ya no Mimawari nite) - Ch. 19 : Pensées inutiles (余計なこと, Yokei na Koto) - Ch. 20 : Une ombre bien amicale (親切なお影様, Shinsetsu na Okage-sama) - Ch. 21 : La veille au soir (前夜, Zen'ya) - Ch. 22 : Cinq nouvelles paires (五対の新人, Go-tai no Shinjin) - Ch. 23 : Le classement (格付け, Kakudzuke) - Ch. 24 : Noms (名前, Namae) |                   |                   |                   |                   |
| 3 | 19 septembre 2019 | 978-4-08-891363-6 | 2 septembre 2020  | 978-2-344-04171-0 |
| Liste des chapitres : - Ch. 25 : Critères de notation (審査基準, Shinsa Kijun) - Ch. 26 : Une collection dépareillée (不揃いな道具たち, Fuzoroi na Dōgu-tachi) - Ch. 27 : Le labyrinthe du parc (庭園迷路, Teien Meiro) - Ch. 28 : Panoramas (視線, Shisen) - Ch. 29 : Une carte incomplète (不完全な地図, Fukanzen na Chizu) - Ch. 30 : Points noirs (黒い点, Kuroi Ten) - Ch. 31 : L'erreur fatale (失敗, Shippai) - Ch. 32 : Attention aux détails (浮かび上がる細工, Ukabiagaru Zaiku) - Ch. 33 : Première place (首席, Shuseki) - Ch. 34 : Rester soi-même (いつもの姿, Itsumo no Sugata) - Ch. 35 : Figures invisibles (見えないから, Mienai kara) - Ch. 36 : L'examinateur (試験官, Shiken-kan) |                   |                   |                   |                   |
| 4 | 19 février 2020   | 978-4-08-891461-9 | 20 janvier 2021   | 978-2-344-04423-0 |
| Liste des chapitres : - Ch. 37 : Les visages (「顔」, "Kao") - Ch. 38 : Qualification (合格, Gōkaku) - Ch. 39 : La plus misérable (一番かわいそうな, Ichiban Kawaisō na) - Ch. 40 : La suie de l'angoisse (不安の煤, Fuan no Susu) - Ch. 41 : Fleurs et cage à oiseaux (鳥籠と花, Torikago to Hana) - Ch. 42 : Résolutions (解, Kai) - Ch. 43 : La dernière paire (最後の一対, Saigo no Ittsui) - Ch. 44 : En route vers l'âge adulte (成人になるということ, Seijin ni Naru to Iu Koto) - Ch. 45 : L'heure du bilan (総評, Sōhyō) - Ch. 46 : Poupée vivante (いきにんぎょう, Iki Ningyō) - Ch. 47 : La maladie de la suie (すすによる病, Susu ni Yoru Yamai) - Ch. 48 : Dans l'ombre du quotidien (日常生活の影, Nichijō Seikatsu no Kage) - Ch. 49 : Le pouvoir de la suie (すすの能力, Susu no Nōryoku) - Ch. 50 : La lettre (手紙, Tegami) |                   |                   |                   |                   |
| 5 | 19 juin 2020      | 978-4-08-891545-6 | 5 mai 2021        | 978-2-344-04660-9 |
| Liste des chapitres : - Ch. 51 : John et Shawn (ジョンとショーン, Jon to Shōn) - Ch. 52 : Les quatre paires de porte-étoiles (四対の星つき, Yontsui no Hoshitsuki) - Ch. 53 : La joyeuse communion (喜びの会, Yorokobi no Kai) - Ch. 54 : Les rivaux (好敵手たち, Kōtekishu-tachi) - Ch. 55 : L'accident de Rosemarie (ローズマリーの変, Rōzumarī no Hen) - Ch. 56 : Le grand ménage (大掃除, Ōsōji) - Ch. 57 : Ce qui est fait est fait (破鏡不照, Hakyō Fushō) - Ch. 58 : Les suspects potentiels (犯人候補, Han'nin Kōho) - Ch. 59 : Exploration (散策, Sansaku) - Ch. 60 : Le groupe de recherche (研究班, Kenkyūhan) - Ch. 61 : Les camarades de promotion (深夜の同期会, Shin'ya no Dōkikai) - Ch. 62 : Sous le ciel étoilé (夜の空, Yoru no Sora)                                                                                      |                   |                   |                   |                   |
| 6 | 16 octobre 2020   | 978-4-08-891713-9 | 15 septembre 2021 | 978-2-344-04769-9 |
| Liste des chapitres : - Ch. 63 : Une réunion extraordinaire (集められる生き人形, Atsumerareru Iki Ningyō) - Ch. 64 : Des agrégats (こびりつきについて, Kobiritsuki ni Tsuite) - Ch. 65 : De l'appel (お呼ばれについて, Oyobare ni Tsuite) - Ch. 66 : Des fiançailles (婚姻について, Kon'in ni Tsuite) - Ch. 67 : Qui est l'ombre à la robe ? (ローブ様の正体は..., Rōbu-sama no Shōtai wa...) - Ch. 68 : Le coupable démasqué (亡霊騒ぎの犯人, Bōrei Sawagi no Han'nin) - Ch. 69 : Le mobile (理由, Riyū) - Ch. 70 : L'ultime cours (最後の授業, Saigo no Jugyō) - Ch. 71 : L'appel et l'accueil (お呼ばれとお迎え, Oyobare to Omukae) - Ch. 72 : La gentillesse (やさしさ, Yasashi-sa) - Ch. 73 : Les trois branches (水路の三択, Suiro no Mitaku) - Ch. 74 : La valeur de l'amitié (仲間の価値, Nakama no Kachi)                            |                   |                   |                   |                   |
| 7 | 18 mars 2021      | 978-4-08-891819-8 | 2 février 2022    | 978-2-34-405009-5 |
| Liste des chapitres : - Ch. 75 : La promesse (約束, Yakusoku) - Ch. 76 : Une blessure trop profonde (消えない傷, Kienai Kizu) - Ch. 77 : Des choix sans solution (答えのない選択, Kotae no nai sentaku) - Ch. 78 : Leur solution (ふたりの答え, Futari no kotae) - Ch. 79 : Ceux qui combattent (抗う者たち, Aragau Monotachi) - Ch. 80 : Le quotidien (日常, Nichijō) - Ch. 81 : La nouvelle cheffe (新しい班長, Atarashī hanchō) - Ch. 82 : Le groupe d'Emilico (エミリコ班, Emiriko-han) - Ch. 83 : Une question épineuse (難題, Nandai) - Ch. 84 : L'infraction au règlement (ルール違反, Rūru ihan) - Ch. 85 : Le café spécial (特別な珈琲, Tokubetsu na kōhi) - Ch. 86 : Le plan du responsable (管理者の思惑, Kanrisha no Owowaku) |                   |                   |                   |                   |
| 8 | 18 juin 2021      | 978-4-08-892008-5 | 1er juin 2022     | 978-2-34-405203-7 |
| Liste des chapitres : - Ch. 87 : Inspection (視察, Shisatsu) - Ch. 88 : Evaluation"" (値踏み, Nebumi) - Ch. 89 : Flatteries (甘言, Kangen) - Ch. 90 : Une chance à saisir (千載一遇, Senzai'ichigū) - Ch. 91 : Kate (ケイト, Keito) - Ch. 92 : Poupée voilée (1) (顔の見えない人形（１）, Kao no Mienai Ningyō (1)) - Ch. 93 : Poupée voilée (2) (顔の見えない人形（２）, Kao no Mienai Ningyō (2)) - Ch. 94 : Les informateurs (内通者, Naitsūsha) - Ch. 95 : Depuis ce jour (あれから, Are kara) - Ch. 96 : Désormais (これから, Kore kara) - Ch. 97 : Digne de confiance (信じられるもの, Shinjirareru Mono) |                   |                   |                   |                   |
| 9 | 19 novembre 2021  | 978-4-08-892139-6 | 12 octobre 2022   | 978-2-34-405467-3 |
| Liste des chapitres : - Ch. 98 : LE piège est mis (仕掛けられた罠, Shikarareta Wana) - Ch. 99 : Unvisiteur innatendu (思わぬ来訪者, Omowanu raihōsha) - Ch. 100 : La réunion de classe des 5 paires novices (五対の同期会, Gotsui no Dōki Kai) - Ch. 101 : Liens (絆, Kizuna) - Ch. 102 : Mémoires (思い出, Omoide) - Ch. 103 : Le jour d'avant (前日, Zenjitsu) - Ch. 104 : Le nom d'une fille particulière (或る少女の名前, Aru Shōjo no Namae) - Ch. 105 : Le ciel étoilé promis (約束の星空, Yakusoku no Hoshizora) - Ch. 106 : Mon nom (わたしの名前, Watashi no Namae) |                   |                   |                   |                   |
| 10 | 18 mars 2022      | 978-4-08-892246-1 | 15 mars 2023      | 978-2-34-405660-8 |
| Liste des chapitres : - Ch. 107 : Monologue (独白, Dokuhaku) - Ch. 108 : Education (生い立ち, Oitachi) - Ch. 109 : La maison des Shadows (シャドーハウス, Shadō Hausu) - Ch. 110 : Régles non écrites (奇妙な不文律, Kimyō na Fubunritsu) - Ch. 111 : Les Shadows qui se cachent dans la forêt (森に潜む影, Mori ni Hisomu Kage) - Ch. 112 : Entrée (入館, Nyūkan) - Ch. 113 : Prérequis pour une paire (対の条件, Ittsui no Jōken) - Ch. 114 : Ton nom est... (あなたの名前は, Anata no Namae Wa) - Ch. 115 : Emilico (エミリコ, Emiriko) |                   |                   |                   |                   |
| 11 | 17 juin 2022      | 978-4-08-892337-6 | 5 juillet 2023    | 978-2-34-405661-5 |
| Liste des chapitres : - Ch. 116 : "Premier service" (初めてのお遣い, Hasjimete no Otsukai) - Ch. 117 : "Rapport de forces" (勢力図, Seiryokuzu) - Ch. 118 : "La réunion des roses" (薔薇の集い, Bara no Tsudoi) - Ch. 119 : "L'Amorce d'une révolution" (改革の口火, Kaikaku no Kuchibi) - Ch. 120 : "Bipolarisation" (ニ極化, Ni Kyoku-ka) - Ch. 121 : "Les proies" (狩られる者, Karareru Mono) - Ch. 122 : "Duel" (決闘, Kettō) - Ch. 123 : "Mauvaise décision" (間違った選択, Machigatta Sentaku) - Ch. 124 : "En toute sincérité" (誠意と本意, Sei to Hon'i) |                   |                   |                   |                   |
| 12 | 19 octobre 2022   | 978-4-08-892462-5 | 22 novembre 2023  | 978-2-34-405866-4 |
| Liste des chapitres : - Ch. 125 : "Douceur et amertume" (苦さと甘さ, Nigasa to Amasa) - Ch. 126 : "La Force tranquille" (強さの秘訣, Tsuyo-sa no Hiketsu) - Ch. 127 : "Une main bienveillante (1)" (救いの手（１）, Sukuinote (1)) - Ch. 128 : "Une main bienveillante (2)" (救いの手（２）, Sukuinote (2)) - Ch. 129 : "Incognito" (秘密の手段, Himitsu no Shudan) - Ch. 130 : "Mauvaise expérience" (実験と誤算, Jikken to Gosan) - Ch. 131 : "Une hypothèse à prouver" (仮説の証明, Kasetsu no Shōmei) - Ch. 132 : "Fourberie" (奥の手, Oku no Te) - Ch. 133 : "Une existence unique" (無二の存在, Muni no Sonzai) |                   |                   |                   |                   |
| 13 | 17 février 2023   | 978-4-08-892601-8 | 6 mars 2024       | 978-2-34-405994-4 |
| Liste des chapitres : - Ch. 134 : "Cœur" (心, Kokoro) - Ch. 135 : "Le Maître et son serviteur" (主従関係, Shujū Kankei) - Ch. 136 : "Pour elle" (誰が為に, Taga Tame Ni) - Ch. 137 : "L'épave" (がらくた, Garakuta) - Ch. 138 : "Passage de relais" (バトンリレー, Baton Rirē) - Ch. 139 : "Recoupements" (照合結果, Shōgō Kekka) - Ch. 140 : "Un plan presque parfait" (計画の穴, Keikaku no Ana) - Ch. 141 : "Le Mobile du crime" (犯行動機, Hankō Dōki) - Ch. 142 : "Une leçon bien apprise" (学びの成果, Manabi no Seika) |                   |                   |                   |                   |
| 14 | 19 juillet 2023   | 978-4-08-892771-8 | 19 juin 2024      | 978-2-34-406396-5 |
| Liste des chapitres : - Ch. 143 : "Un combat inégal" (実力差, Jitsuryoku-sa) - Ch. 144 : "Une raison de vaincre" (譲れないもの, Yuzurenai Mono) - Ch. 145 : "Le prix de la victoire" (決闘の代償, Kettō no Daishō) - Ch. 146 : "L'aveu" (告自, Tsuge-ji) - Ch. 147 : "Une cicatrice indélébile" (癒えぬ傷痕, Ienu Kizuato) - Ch. 148 : "Du fond du cœur" (本心, Honshin) - Ch. 149 : "Lewis" (ルイス, Ruisu) - Ch. 150 : "La Résolution" (決意の証, Ketsui no Akashi) - Ch. 151 : "Un visage souriant" (笑顔, Egao) - Ch. 152 : "En vérité" (真実, Shinjitsu) - Ch. 153 : "Le Résultat des votes" (投票結果, Tōhyō Kekka) |                   |                   |                   |                   |
| 15 | 19 octobre 2023   | 978-4-08-892865-4 | 18 septembre 2024 | 978-2-34-406438-2 |
| Liste des chapitres : - Ch. 154 : 使命と責任 (Shimei to Sekinin) - Ch. 155 : かりそめ (Karisome) - Ch. 156 : 束の間 (Tsukanoma) - Ch. 157 : ソウルメイト (Sōrumeito) - Ch. 158 : 緊急事態 (Kinkyū Jitai) - Ch. 159 : 罪の香り (Tsumi no Kaori) - Ch. 160 : マーガレット (Māgaretto) - Ch. 161 : 気高き心 (Kedakaki Kokoro) - Ch. 162 : 暴走状態 (Bōsō Jōtai) - Ch. 163 : 花言葉 (Hanakotoba) - Ch. 164 : 恩恵の欠片 (Onkei no Kakera) |                   |                   |                   |                   |
| 16 | 19 février 2024   | 978-4-08-893113-5 | 5 février 2025    | 978-2-34-406587-7 |
| Liste des chapitres : - Ch. 165 : 悲劇と好機 (Higeki to Kōki) - Ch. 166 : 手段と目的 (Shudan to Mokuteki) - Ch. 167 : 風紀班 (Fūki Han) - Ch. 168 : 裏工作 (Ura Kōsaku) - Ch. 169 : 新たな五対 (Aratana go Tai) - Ch. 170 : 舞台裏 (Butaiura) - Ch. 171 : キング (Kingu) - Ch. 172 : ひとつめの試験 (Hitotsu me no Shiken) - Ch. 173 : 結束 (Kessoku) - Ch. 174 : 私たちの秘密 (Watashitachi no Himitsu) - Ch. 175 : 立ちはだかる壁 (Tachihadakaru Kabe) |                   |                   |                   |                   |
| 17 | 17 mai 2024       | 978-4-08-893259-0 | 18 juin 2025      | 978-2-34-406709-3 |
| Liste des chapitres : - Ch. 176 : 暗示と覚醒 (Anji to Kakusei) - Ch. 177 : オリバーの試験 (Oribā no Shiken) - Ch. 178 : それぞれの戦い (Sorezore no Tatakai) - Ch. 179 : 呪いの正体 (Noroi no Shōtai) - Ch. 180 : 策略 (Sakuryaku) - Ch. 181 : 再試験 (Saishiken) - Ch. 182 : 師弟 (Shitei) - Ch. 183 : サーカスの記憶 (Sākasu no Kioku) - Ch. 184 : 二体の侵入者 (Nitai no Shin'nyūsha) - Ch. 185 : 作戦続行 (Sakusen Zokkō) - Ch. 186 : 共同戦線 (Kyōdō Sensen) |                   |                   |                   |                   |
| 18 | 19 septembre 2024 | 978-4-08-893377-1 | 17 septembre 2025 | 978-2-34-407023-9 |
| Liste des chapitres : - Ch. 187 : 猜疑心 (Saigi Kokoro) - Ch. 188 : 敵と味方 (Teki to Mikata) - Ch. 189 : 一体化の儀式 (Ittaika no gishiki) - Ch. 190 : 狂信者 (Kyōshinja) - Ch. 191 : 欠けた記憶 (Kaketa Kioku) - Ch. 192 : 怪物 (Kaibutsu) - Ch. 193 : 作戦の結末 (Sakusen no ketsumatsu) - Ch. 194 : 水面下 (Minamo-ka) - Ch. 195 : 新班編成 (Shin han Hensei) - Ch. 196 : クリストファー様 (Kurisutofā-sama) - Ch. 197 : アンソニー (Ansonī) |                   |                   |                   |                   |
| 19 | 17 janvier 2025   | 978-4-08-893479-2 |                   |                   |
| Liste des chapitres : - Ch. 198 : 独白 (Dokuhaku) - Ch. 199 : 生い立ち (Oitachi) - Ch. 200 : シャドーハウス (Shadō Hausu) - Ch. 201 : 喪失 (Sōshitsu) - Ch. 202 : 残った仲間 (Nokotta Nakama) - Ch. 203 : 欺瞞 (Giman) - Ch. 204 : 奉仕者 (Hōshi-sha) - Ch. 205 : 没落 (Botsuraku) - Ch. 206 : 葛藤 (Kattō) - Ch. 207 : 一堂に会して (Ichidō ni kai shite) - Ch. 208 : 正義 (Seigi) |                   |                   |                   |                   |
| 20 | 17 juillet 2025   | 978-4-08-893617-8 |                   |                   |
| Liste des chapitres : - Ch. 209 : 星降る夜 (Hoshi furu Yoru) - Ch. 210 : タッグを組んで (Taggu o Kunde) - Ch. 211 : お見舞い (O Mimai) - Ch. 212 : イヴの悩み (Ivu no Nayami) - Ch. 213 : スージーの夢 (Sūjī no Yume) - Ch. 214 : お姉ちゃん (O Nēchan) - Ch. 215 : 記録と記憶 (Kiroku to Kioku) - Ch. 216 : ルイーズの目覚め (Ruīzu no Mezame) - Ch. 217 : かたき討ち (Katakiuchi) - Ch. 218 : 定期報告会 (Teiki Hōkokukai) - Ch. 219 : 直談判 (Jikadanpan) |                   |                   |                   |                   |
| — |                   |                   |                   |                   |
| Liste des chapitres : - Ch. 220 : ジョゼフの思惑 (Jozefu no Omowaku) - Ch. 221 : 昔語り (Mukashigatari) - Ch. 222 : 平和ボケ (Heiwa Boke) - Ch. 223 : 氷解 (Hyōkai) |                   |                   |                   |                   |

### Série animée
En octobre 2020, a été annoncée dans le sixième volume du manga que la série aurait le droit à une adaptation en une série télévisée animée.
La série est animée par le studio CloverWorks et réalisée par Kazuki Ōhashi, avec Toshiya Ōno en tant que scénariste. Chizuko Kusakabe s'occupant du design des personnages et Kenichirou Suehiro composant la musique de la série.
ReoNa interprète le générique de fin intitulé Nai Nai.
La première saison est diffusée du 11 avril 2021 au 4 juillet 2021 sur Tokyo MX et d'autres chaînes nippones. La série est licenciée en France par Wakanim et par Crunchyroll,.
Une deuxième saison a été annoncée le 11 septembre 2021 avec la même équipe de production et un casting similaire que la première saison,. Elle est diffusée du 9 juillet 2022 au 24 septembre 2022 sur les chaînes Tokyo MX, BS11, Gundma TV et Tochigi TV et par la suite sur BS Asahi, WOWOW, MBS et Fukushima TV. Dans les pays francophones, la série est diffusée sur Crunchyroll.

#### Musique
Les musiques originales de l'adaptation animée sont composées par Kenichirou Suehiro.

##### Génériques
La musique du générique d'ouverture, a hollow shadow, est une pièce instrumentale composée pour la bande originale de l’œuvre.
Celle du générique de fermeture pour la majorité des épisodes, Nainai (ないない), est une chanson interprétée par ReoNa. La musique de fermeture du huitième épisode, Watashi no kanpekina sekai (私の完璧な世界), est également une composition instrumentale tirée de la bande originale.
Pour la seconde saison, ReoNa interprète cette fois-ci la musique du générique d'ouverture Shall We Dance? (シャル・ウィ・ダンス？). Celle de fermeture, quant à elle, est Masquerade, interprétée par le duo ClariS.

##### Bande originale
L'album de la bande originale, répartie sur deux disques compacts, est sorti le 23 juin 2021 au Japon.
Elle est composée par Kenichirou Suehiro et conjointement arrangée avec Masahiro Konuma.
| Disque 1' (SVWC-70535) | Disque 1' (SVWC-70535)                          | Disque 1' (SVWC-70535) | Disque 1' (SVWC-70535) | Disque 1' (SVWC-70535) | Disque 1' (SVWC-70535) | Disque 1' (SVWC-70535) | Disque 1' (SVWC-70535) | Disque 1' (SVWC-70535) | Disque 1' (SVWC-70535) |
| No                     | Titre                                           | Durée                  |                        |                        |                        |                        |                        |                        |                        |
| ---------------------- | ----------------------------------------------- | ---------------------- | ---------------------- | ---------------------- | ---------------------- | ---------------------- | ---------------------- | ---------------------- | ---------------------- |
| 1.                     | a hollow shadow                                 | 2:15                   |                        |                        |                        |                        |                        |                        |                        |
| 2.                     | シャドーハウス (SHADOWS HOUSE)                  | 3:25                   |                        |                        |                        |                        |                        |                        |                        |
| 3.                     | すす (Susu)                                     | 2:40                   |                        |                        |                        |                        |                        |                        |                        |
| 4.                     | 初めて (Hajimete)                               | 1:42                   |                        |                        |                        |                        |                        |                        |                        |
| 5.                     | お影様と生き人形 (Okage‑sama to ikiningyou)     | 1:51                   |                        |                        |                        |                        |                        |                        |                        |
| 6.                     | 私のご主人様 (Watashi no goshujin‑sama)         | 2:11                   |                        |                        |                        |                        |                        |                        |                        |
| 7.                     | 壊れた人形 (Kowareta ningyou)                   | 1:50                   |                        |                        |                        |                        |                        |                        |                        |
| 8.                     | 顔 (Kao)                                        | 1:31                   |                        |                        |                        |                        |                        |                        |                        |
| 9.                     | 教えましょう (Oshiemashou)                      | 1:43                   |                        |                        |                        |                        |                        |                        |                        |
| 10.                    | 寝坊した! (Nebou shita!)                        | 1:35                   |                        |                        |                        |                        |                        |                        |                        |
| 11.                    | 良いこと (Yoikoto)                              | 1:40                   |                        |                        |                        |                        |                        |                        |                        |
| 12.                    | あなたらしく (Anatarashiku)                     | 1:41                   |                        |                        |                        |                        |                        |                        |                        |
| 13.                    | 1日のはじまり (Ichinichi no hajimari)           | 1:44                   |                        |                        |                        |                        |                        |                        |                        |
| 14.                    | 大広間 (Ōhiroma)                                | 1:59                   |                        |                        |                        |                        |                        |                        |                        |
| 15.                    | みんなでお掃除 (Minna de osouji)                | 1:57                   |                        |                        |                        |                        |                        |                        |                        |
| 16.                    | 失敗作 (Shippai‑saku)                           | 1:52                   |                        |                        |                        |                        |                        |                        |                        |
| 17.                    | 役に立たなければ (Yaku ni tatanakereba)         | 3:00                   |                        |                        |                        |                        |                        |                        |                        |
| 18.                    | 動く人形 (Ugoku ningyou)                        | 1:34                   |                        |                        |                        |                        |                        |                        |                        |
| 19.                    | 出来損ない (Dekisokonai)                        | 1:44                   |                        |                        |                        |                        |                        |                        |                        |
| 20.                    | 格付け (Kakudzuke)                              | 3:26                   |                        |                        |                        |                        |                        |                        |                        |
| 21.                    | 亡霊 (Bourei)                                   | 2:15                   |                        |                        |                        |                        |                        |                        |                        |
| 22.                    | 潰せ! (Tsubuse!)                                | 2:12                   |                        |                        |                        |                        |                        |                        |                        |
| 23.                    | 「助けてくれ!!」 (`Tasukete kure!!)             | 2:22                   |                        |                        |                        |                        |                        |                        |                        |
| 24.                    | 謎 (Nazo)                                       | 2:50                   |                        |                        |                        |                        |                        |                        |                        |
| 25.                    | 誰かが横にいること (Dareka ga yoko ni iru koto) | 3:39                   |                        |                        |                        |                        |                        |                        |                        |
| 54:38                  |                                                 |                        |                        |                        |                        |                        |                        |                        |                        |

| Disque 2 (SVWC-70536) | Disque 2 (SVWC-70536)                       | Disque 2 (SVWC-70536) | Disque 2 (SVWC-70536) | Disque 2 (SVWC-70536) | Disque 2 (SVWC-70536) | Disque 2 (SVWC-70536) | Disque 2 (SVWC-70536) | Disque 2 (SVWC-70536) | Disque 2 (SVWC-70536) |
| No                    | Titre                                       | Durée                 |                       |                       |                       |                       |                       |                       |                       |
| --------------------- | ------------------------------------------- | --------------------- | --------------------- | --------------------- | --------------------- | --------------------- | --------------------- | --------------------- | --------------------- |
| 1.                    | "顔"のない一族 ("Kao" no nai ichizoku)      | 3:43                  |                       |                       |                       |                       |                       |                       |                       |
| 2.                    | シャドーの館 (Shadow no yakata)             | 2:44                  |                       |                       |                       |                       |                       |                       |                       |
| 3.                    | 軋み (Kishimi)                              | 2:34                  |                       |                       |                       |                       |                       |                       |                       |
| 4.                    | ルール (Rule)                               | 1:49                  |                       |                       |                       |                       |                       |                       |                       |
| 5.                    | 天井の扉 (Tenjou no tobira)                 | 2:17                  |                       |                       |                       |                       |                       |                       |                       |
| 6.                    | 罠 (Wana)                                   | 1:52                  |                       |                       |                       |                       |                       |                       |                       |
| 7.                    | 特別な生き人形 (Tokubetsuna ikiningyou)     | 3:36                  |                       |                       |                       |                       |                       |                       |                       |
| 8.                    | 2人で (Futari de)                           | 1:44                  |                       |                       |                       |                       |                       |                       |                       |
| 9.                    | 暗号 (Angou)                                | 2:35                  |                       |                       |                       |                       |                       |                       |                       |
| 10.                   | 鍵 (Kagi)                                   | 1:58                  |                       |                       |                       |                       |                       |                       |                       |
| 11.                   | "ラム" ("Lam")                              | 3:14                  |                       |                       |                       |                       |                       |                       |                       |
| 12.                   | 不安の煤 (Fuan no susu)                     | 1:47                  |                       |                       |                       |                       |                       |                       |                       |
| 13.                   | 完全な存在 (Kanzenna sonzai)                | 3:48                  |                       |                       |                       |                       |                       |                       |                       |
| 14.                   | 私の完璧な世界 (Watashi no kanpekina sekai) | 3:06                  |                       |                       |                       |                       |                       |                       |                       |
| 15.                   | 安心 (Anshin)                               | 2:56                  |                       |                       |                       |                       |                       |                       |                       |
| 16.                   | 貴族 (Kizoku)                               | 1:32                  |                       |                       |                       |                       |                       |                       |                       |
| 17.                   | 侵入者 (Shinnyū‑sha)                        | 1:27                  |                       |                       |                       |                       |                       |                       |                       |
| 18.                   | 負の感情 (Fu no kanjou)                     | 1:51                  |                       |                       |                       |                       |                       |                       |                       |
| 19.                   | 仕掛け (Shikake)                            | 2:24                  |                       |                       |                       |                       |                       |                       |                       |
| 20.                   | 抵抗 (Teikou)                               | 2:13                  |                       |                       |                       |                       |                       |                       |                       |
| 21.                   | お披露目 (Ohirome)                          | 2:36                  |                       |                       |                       |                       |                       |                       |                       |
| 22.                   | 絆 (Kizuna)                                 | 3:45                  |                       |                       |                       |                       |                       |                       |                       |
| 55:31                 |                                             |                       |                       |                       |                       |                       |                       |                       |                       |

### Annotations
1. ↑  Les titres français de l'adaptation en anime proviennent de Wakanim.
2. ↑  Les titres français de l'adaptation en anime proviennent de Crunchyroll.

### Œuvres
Édition japonaise
Shadows House Manga
1. 1 2  (ja) « シャドーハウス 1 », sur Shūeisha (consulté le 15 avril 2021)
2. 1 2  (ja) « シャドーハウス 2 », sur Shūeisha (consulté le 15 avril 2021)
3. 1 2  (ja) « シャドーハウス 3 », sur Shūeisha (consulté le 15 avril 2021)
4. 1 2  (ja) « シャドーハウス 4 », sur Shūeisha (consulté le 15 avril 2021)
5. 1 2  (ja) « シャドーハウス 5 », sur Shūeisha (consulté le 15 avril 2021)
6. 1 2  (ja) « シャドーハウス 6 », sur Shūeisha (consulté le 15 avril 2021)
7. 1 2  (ja) « シャドーハウス 7 », sur Shūeisha (consulté le 15 avril 2021)
8. 1 2  (ja) « シャドーハウス 8 », sur Shūeisha (consulté le 16 mai 2021)
9. 1 2  (ja) « シャドーハウス 9 », sur Shūeisha (consulté le 24 octobre 2021)
10. 1 2  (ja) « シャドーハウス 10 », sur Shūeisha (consulté le 19 janvier 2022)
11. 1 2  (ja) « シャドーハウス 11 », sur Shūeisha (consulté le 30 avril 2022)
12. 1 2  (ja) « シャドーハウス 12 », sur Shūeisha (consulté le 14 août 2022)
13. 1 2  (ja) « シャドーハウス 13 », sur Shūeisha (consulté le 17 décembre 2022)
14. 1 2  (ja) « シャドーハウス 14 », sur Shūeisha (consulté le 18 mai 2023)
15. 1 2  (ja) « シャドーハウス 15 », sur Shūeisha (consulté le 18 août 2023)
16. 1 2  (ja) « シャドーハウス 16 », sur Shūeisha (consulté le 21 décembre 2023)
17. 1 2  (ja) « シャドーハウス 17 », sur Shūeisha (consulté le 24 mars 2024)
18. 1 2  (ja) « シャドーハウス 18 », sur Shūeisha (consulté le 18 juillet 2024)
19. 1 2  (ja) « シャドーハウス 19 », sur Shūeisha (consulté le 19 novembre 2024)
20. 1 2  (ja) « シャドーハウス 20 », sur Shūeisha (consulté le 16 mai 2025)

Édition française
Shadows House Manga
1. 1 2 3  « Shadows House - Tome 17 », sur Glénat (consulté le 2 avril 2025)
2. 1 2  « Shadows House - Tome 1 », sur Glénat (consulté le 15 avril 2021)
3. 1 2  « Shadows House - Tome 2 », sur Glénat (consulté le 15 avril 2021)
4. 1 2  « Shadows House - Tome 3 », sur Glénat (consulté le 15 avril 2021)
5. 1 2  « Shadows House - Tome 4 », sur Glénat (consulté le 15 avril 2021)
6. 1 2  « Shadows House - Tome 5 », sur Glénat (consulté le 15 avril 2021)
7. 1 2  « Shadows House - Tome 6 », sur Glénat (consulté le 13 juin 2021)
8. 1 2  « Shadows House - Tome 7 », sur Glénat (consulté le 19 janvier 2022)
9. 1 2  « Shadows House - Tome 8 », sur Glénat (consulté le 18 avril 2022)
10. 1 2  « Shadows House - Tome 9 », sur Glénat (consulté le 12 juillet 2022)
11. 1 2  « Shadows House - Tome 10 », sur Glénat (consulté le 12 octobre 2022)
12. 1 2  « Shadows House - Tome 11 », sur Glénat (consulté le 29 juin 2023)
13. 1 2  « Shadows House - Tome 12 », sur Glénat (consulté le 23 août 2023)
14. 1 2  « Shadows House - Tome 13 », sur Glénat (consulté le 7 décembre 2023)
15. 1 2  « Shadows House - Tome 14 », sur Glénat (consulté le 24 mars 2024)
16. 1 2  « Shadows House - Tome 15 », sur Glénat (consulté le 9 juin 2024)
17. 1 2  « Shadows House - Tome 16 », sur Glénat (consulté le 17 décembre 2024)
18. 1 2  « Shadows House - Tome 18 », sur Glénat (consulté le 28 juin 2025)